# Lithodytes lineatus
Lithodytes lineatus is een kikker uit de familie fluitkikkers (Leptodactylidae). Het is de enige soort uit het monotypische geslacht Lithodytes. De groep werd voor het eerst wetenschappelijk beschreven door Johann Gottlob Schneider in 1799. Oorspronkelijk werd de wetenschappelijke naam Rana lineata gebruikt. De soortaanduiding lineatus betekent vrij vertaald 'gestreept'.

## Uiterlijke kenmerken
De kikker bereikt een lichaamslengte van ongeveer vier tot vijf centimeter, de mannetjes blijven kleiner dan de vrouwtjes. De snuit van de kikker is afgerond, de diameter van het tympanum of trommelvlies is ongeveer gelijk aan de diameter van het oog. De lichaamskleur donkerbruin tot zwart, van de snuit tot de lies is een gele streep aanwezig aan de bovenzijde van de flank die aan de snuitpunt verbonden zijn. Op de bovenzijde van de lies is een opvallende rode vlek aanwezig.

## Verspreiding en habitat
Lithodytes lineatus komt voor in delen van Zuid-Amerika en leeft in de landen Bolivia, Brazilië, Colombia, Ecuador, Frans-Guyana, Guyana, Peru, Suriname en Venezuela. De kikker leeft in tropische regenwouden en is te vinden in de strooisellaag tussen de bladeren en onder stukken hout.